# 교토 상가 FC
교토 상가 FC(일본어: 京都サンガFC)는 일본 교토를 연고지로 하는 J리그 팀으로 1922년에 창단했으며 오찌힝즈(일본어: オチヒンズ)라는 애칭으로 불린다. 2007년에 기존의 교토 퍼플 상가에서 지금의 이름으로 변경했는데 팀명인 ‘상가’(일본어: サンガ 산가[*])는 연맹·연합을 뜻하는 산스크리트어 단어 saṃgha에서 온 말로 이는 불교의 역사가 오래된 교토를 상징하기도 하며 saṃgha는 한국어 승가(僧迦)의 어원이기도 하다.

## 역사
1922년 교토사범학교 OB들의 축구동호회인 교토 자광 클럽(일본어: 京都紫光クラブ, 교토 시코 크라부)으로 출발했고, 1993년 J리그 출범 당시 교토 시민들이 "교토에도 J리그 팀을"이라는 슬로건 하에 25만명의 서명을 받았다. 이것을 바탕으로 1994년 1월에 교세라, 닌텐도, 와코루 등 교토의 향토기업들이 합자한 "교토 퍼플 상가"가 설립되었고, 동년 7월에는 J리그 준회원의 승인을 받는다.
1995년 JFL 준우승으로 아비스파 후쿠오카와 J리그에 동반승격하나, 2000년에는 종합순위 15위에 그쳐 J2로 강등된다.
2001년 박지성, 마쓰이 다이스케의 활약으로 J2를 우승해 1년 만에 J1에 복귀하게 되었고, 2002년에는 종합순위 5위와 사상 첫 천황배 우승으로 팀의 최전성기를 맞게 되나 이듬해인 2003년도에 종합순위 16위로 추락해 재차 J2로 강등된다. 이 후 2005년 J2 우승으로 승격하나 이듬해 종합순위 18위로 강등되었고, 2007년 J리그 교체전을 통해 다시 승격하는 등 널뛰기 성적을 계속하다가 2010년 연패를 반복한 끝에 17위를 기록, 리그 최다인 4번째 강등을 기록하였다.
2011년에는 J2 7위에 그치며 승격하지 못하였고, 2012년에는 정규 시즌 마지막에 반포레 고후와 득점 없이 비기며 쇼난 벨마레에게 2위 자리를 내주고 승격 플레이오프로 밀려난 뒤 오이타 트리니타에게 0:4로 완패하며 승격이 또 좌절되었다.

## 기록
| 시즌 | 디비전 | 팀 수 | 순위 | 평균관중 | J리그컵   | 천황배   |
| ---- | ------ | ----- | ---- | -------- | --------- | -------- |
| 1996 | J1     | 16    | 16   | 9,404    | 조별 예선 | 8강      |
| 1997 | J1     | 17    | 14   | 7,881    | 조별 예선 | 4 라운드 |
| 1998 | J1     | 18    | 13   | 8,015    | 조별 예선 | 3 라운드 |
| 1999 | J1     | 16    | 12   | 8,859    | 2 라운드  | 4 라운드 |
| 2000 | J1     | 16    | 15   | 7,253    | 4강       | 3 라운드 |
| 2001 | J2     | 12    | 1    | 3,808    | 1 라운드  | 4 라운드 |
| 2002 | J1     | 16    | 5    | 10,352   | 조별 예선 | 우승     |
| 2003 | J1     | 16    | 16   | 10,850   | 조별 예선 | 3 라운드 |
| 2004 | J2     | 12    | 5    | 7,807    | -         | 4 라운드 |
| 2005 | J2     | 12    | 1    | 7,857    | -         | 4 라운드 |
| 2006 | J1     | 18    | 18   | 9,781    | 조별 예선 | 4 라운드 |
| 2007 | J2     | 13    | 3    | 6,629    | -         | 3 라운드 |
| 2008 | J1     | 18    | 14   | 13,687   | 조별 예선 | 5 라운드 |
| 2009 | J1     | 18    | 12   | 11,126   | 조별 예선 | 3 라운드 |
| 2010 | J1     | 18    | 17   | 10,510   | 조별 예선 | 3 라운드 |
| 2011 | J2     | 20    | 7    | 6,294    | -         | 준우승   |
| 2012 | J2     | 22    | 3    | 7,273    | -         | 3 라운드 |
| 2013 | J2     | 22    | 3    | 7,891    | -         | 3 라운드 |
| 2014 | J2     | 22    | 9    | 7,520    | -         | 3 라운드 |
| 2015 | J2     | 22    | 17   | 7,491    | -         | 3 라운드 |
| 2016 | J2     | 22    | 5    | 6,524    | -         | 2 라운드 |
| 2017 | J2     | 22    | 12   | 6,748    | -         | 2 라운드 |

- 출처: J리그 데이터

## 우승 타이틀
- 천황배 : 우승 1회

2002년
- J리그 디비전 2 : 우승 2회

2001년, 2005년

## 선수 명단

### 현역
참고: FIFA 자격 규정에 따라 소속된 국가대표팀 국기를 표시합니다. 선수는 복수의 FIFA 비회원국 국적을 가지고 있을 수 있습니다.
| 번호 | 포지션 | 국적   | 이름          |
| ---- | ------ | ------ | ------------- |
| 9    | FW     |        | 마르쿠 툴리오 |
| 21   | GK     | 수리남 | 워너 한       |

| 번호 | 포지션 | 국적 | 이름   |
| ---- | ------ | ---- | ------ |
| 94   | GK     |      | 구성윤 |

## 역대 감독
| 감독                     | 임기      |
| ------------------------ | --------- |
| 조제 오스카르 베르나르지 | 1995~1996 |
| 페드로 로차              | 1997      |
| 한스 우프트              | 1998      |
| 가모 슈                  | 1999~2000 |
| 핌 베어벡                | 2003      |
| 가토 히사시              | 2007~2010 |
| 아키타 유타카            | 2010~2011 |
| 이태호                   | 2011      |
| 보슈코 주로프스키        | 2018~2019 |
| 조귀재                   | 2021~     |